# La Criba
La Criba är en ort i Honduras.   Den ligger i departementet Departamento de Valle, i den sydvästra delen av landet, 70 km söder om huvudstaden Tegucigalpa. La Criba ligger 51 meter över havet och antalet invånare är 1 001.
Terrängen runt La Criba är kuperad åt nordost, men åt sydväst är den platt. Runt La Criba är det ganska tätbefolkat, med 67 invånare per kvadratkilometer. Närmaste större samhälle är San Lorenzo, 4,9 km sydväst om La Criba. Omgivningarna runt La Criba är en mosaik av jordbruksmark och naturlig växtlighet.